# Aleksandra Kazała
Aleksandra Kazała (ur. 12 lipca 1996 w Dębicy) – polska siatkarka, grająca na pozycji przyjmującej, młodzieżowa reprezentantka kraju. Zdobywczyni złotego medalu na mistrzostwach Europy kadetek w 2013 roku.

## Sukcesy klubowe
Mistrzostwa Polski juniorek:
- 2012

Młoda Liga Kobiet:
- 2015

Mistrzostwa Polski:
- 2023[5]

## Sukcesy reprezentacyjne
Mistrzostwa Europy Wschodniej EEVZA Kadetek:
- 2012

Mistrzostwa Europy Wschodniej EEVZA Juniorek:
- 2013

Mistrzostwa Europy Kadetek:
- 2013